# Peeter Olesk (Literaturwissenschaftler)

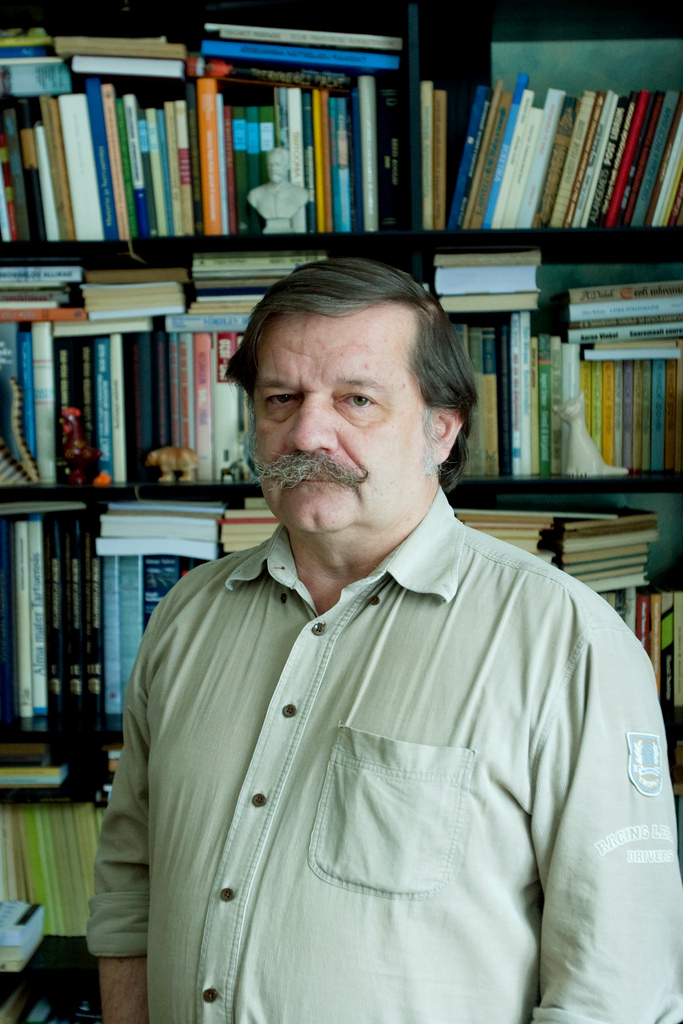
Peeter Olesk (2007)

Peeter Olesk (* 25. Dezember 1953 in Tallinn; † 25. November 2021) war ein estnischer Literaturwissenschaftler und Politiker.

## Frühe Jahre
Peeter Olesk wuchs im Tallinner Stadtteil Nõmme auf. Er schloss 1972 die Schule in seiner Heimatstadt Tallinn ab. An der Staatlichen Universität Tartu machte er 1977 sein Examen im Fach Estnische Philologie.
1977/78 war er zunächst als Schullehrer in Tallinn beschäftigt. Von 1978 bis 1980 war Olesk als Redakteur bei dem estnischen Verlag Eesti Raamat tätig. Von 1980 bis 1987 war er als Wissenschaftler am Literaturmuseum der Akademie der Wissenschaften der Estnischen SSR beschäftigt. Von 1990 bis 1993 leitete Olesk das Estnische Literaturmuseum in Tartu.

## Politik
In der Phase der Wiedererlangung der estnischen Unabhängigkeit zog es Olesk auch in die Politik. 1989 schloss er sich dem „Zentralkomitee der estnischen Bürger“ (Eesti kodanike peakomitee) an, das entschieden für die Loslösung Estlands von der Sowjetunion und die Wiederherstellung der staatlichen Unabhängigkeit der Republik Estland eintrat. 1993 trat er der „Partei der nationalen Unabhängigkeit Estlands“ (Eesti Rahvusliku Sõltumatuse Partei – ERSP) bei, die 1995 zur konservativen „Vaterlandsunion“ (Isamaaliit) fusionierte.
1993/94 war Peeter Olesk im Kabinett von Ministerpräsident Mart Laar als Minister ohne Geschäftsbereich für Bevölkerungsfragen zuständig. 1994/95 bekleidete er das Amt des Kultur- und Bildungsministers, zunächst im Kabinett Laar, dann in der folgenden Koalitionsregierung unter Ministerpräsident Andres Tarand.
Von 1995 bis 1999 arbeitete Olesk als Direktor der Universitätsbibliothek in Tartu, bevor er von 1999 bis 2003 für die Vaterlandsunion als Abgeordneter ins estnische Parlament (Riigikogu) gewählt wurde.
Peeter Olesk war einer der bekanntesten politischen Publizisten und Literaturkritiker Estlands. Er schrieb auch unter dem Pseudonym Rein Kuusk.

## Privatleben
Peeter Olesks Großeltern mütterlicherseits waren der estnische Vorkriegspolitiker Lui Olesk (1876–1932) und dessen Frau, die Politikerin und Frauenrechtlerin Minni Kurs-Olesk (1879–1940).
1977 heiratete Peeter Olesk die Literaturwissenschaftlerin Sirje Mägar (* 1954).